# Aira praecox
Aira praecox es una pequeña planta herbácea anual de la familia de las poáceas.

## Descripción
Planta herbácea anual, lampiña; cañas agrupadas formando pequeños manojos, (fasciculadas) sencillas o ramosas cerca de la base, de 5-30 cm de longitud. Hojas filiformes blandas, al final enrolladas, con las vainas estriadas, lisas o escasamente ásperas; lígula oblonga; panícula angosta linear-oblonga de 1-3 cm de longitud, tirsoidea; ramos con espículas cortas, erguidos y arrimados al eje central; pedículos en general más cortos que las espiguillas, poco o nada abultados en el ápice; espiguillas de 3 mm de longitud fasciculadas; glumas brillantes, lanceoladas agudas, escabrosas sobre todo en la porción media superior de la quilla; flores con 2 mechoncitos de pelos en la base; glumillas inferiores casi tan largas como las glumas, lisas en la mitad inferior, escabroso-pubescentes en la superior, terminadas en 2 cerdillas transparentes y llevando una arista exerta en el tercio inferior del dorso.

## Hábitat y distribución
Areniscas con suelo poco profundos.
Distribución
Nativa de Europa
Corología
Lateatlántica
Categoría
Considerada como especie invasora en: Sudáfrica y Chile.
Etimología
Del latín praecox = precoz, maduro antes de tiempo.

## Sinonimia
- Agrostis praecox Salisb.
- Aira canescens var. praecox (L.) Vill.
- Aira gmelinii Honck.
- Airella praecox (L.) Dumort.
- Airopsis praecox (L.) Fr.
- Aspris praecox (L.) Nash
- Avena caryophyllea subsp. praecox (L.) Kuntze
- Avena loefflingiana M.Geuns
- Avena nana Kunze
- Avena praecox (L.) P.Beauv.
- Avena pusilla Weber
- Avenastrum praecox  (L.) Jess.
- Caryophyllea praecox (L.) Opiz
- Fussia praecox Schur
- Salmasia praecox (L.) Bubani
- Trisetum praecox (L.) Dumort.